# Institut Sup'Biotech de Paris
Institut Sup'Biotech de Paris, također poznata i pod imenom Sup'Biotech, je francuska privatna inženjerska škola nastala 2003. godine, koja se nalazi u Villejuifu, u blizini Pariza, i u Lyonu.
Sup'Biotech specijaliziran je u području biotehnologije. Škola nudi petogodišnji program podijeljen u dva dijela: prve tri godine odgovaraju prvostupniku biotehnologije, a posljednje dvije godine magistru biotehnologije.

## Istaknuti alumni
- Cyprien Verseux (2013), posada analognog i simulacijskog istraživanja svemirskih istraživanja na Havajima i voditelj postaje četrnaeste zime na stanici Concordia na Antarktiku.[4]

## Vanjske poveznice
- Službene stranice